# تيريزا شتولتس
تيريزا شتولتس (و. 1834 – 1902 م) هي مغنية، ومغنية أوبرا، وملحنة من مملكة إيطاليا، توفيت في ميلانو، عن عمر يناهز 68 عاماً.